# Верхньоберезовка
Верхньобере́зовка (каз. Жоғарғы Березовка) — село у складі Глибоківського району Східноказахстанської області Казахстану. Адміністративний центр та єдиний населений пункт Верхньоберезовської сільської адміністрації.
Населення — 2212 осіб (2021; 3545 у 2009, 4069 у 1999, 5310 у 1989).
Станом на 1989 рік селище мало статус селища міського типу і називалось Верхньоберезовський, до 2024 року — селище.